# دوز تجمعی
دوز تجمعی یا دوز انباشته (انگلیسی: Cumulative dose) مقدار کل دوز حاصل از قرار گرفتن مکرر در معرض پرتوهای یونیزان کل بدن یک کارگر شاغل یا به قسمتی از بدن همان شخص در طی یک دورهٔ زمانی معین است.
در پزشکی، این مقدار کل دارو یا پرتوهای داده شده به بیمار در طول زمان: به عنوان مثال، دوز کل پرتو داده شده در یک سری پرتودرمانی یا معاینات با تصویربرداری است. مطالعات اخیر توجه را به دوزهای تجمعی زیر (mSv 100) برای میلیون‌ها بیمار تحت سی‌تی اسکن مکرر در طی یک دوره ۱ تا ۵ ساله جلب کرده‌است. این منجر به بحث در مورد اینکه آیا CT در واقع یک روش تصویربرداری با دوز پایین است یا خیر.